# Historická geologie

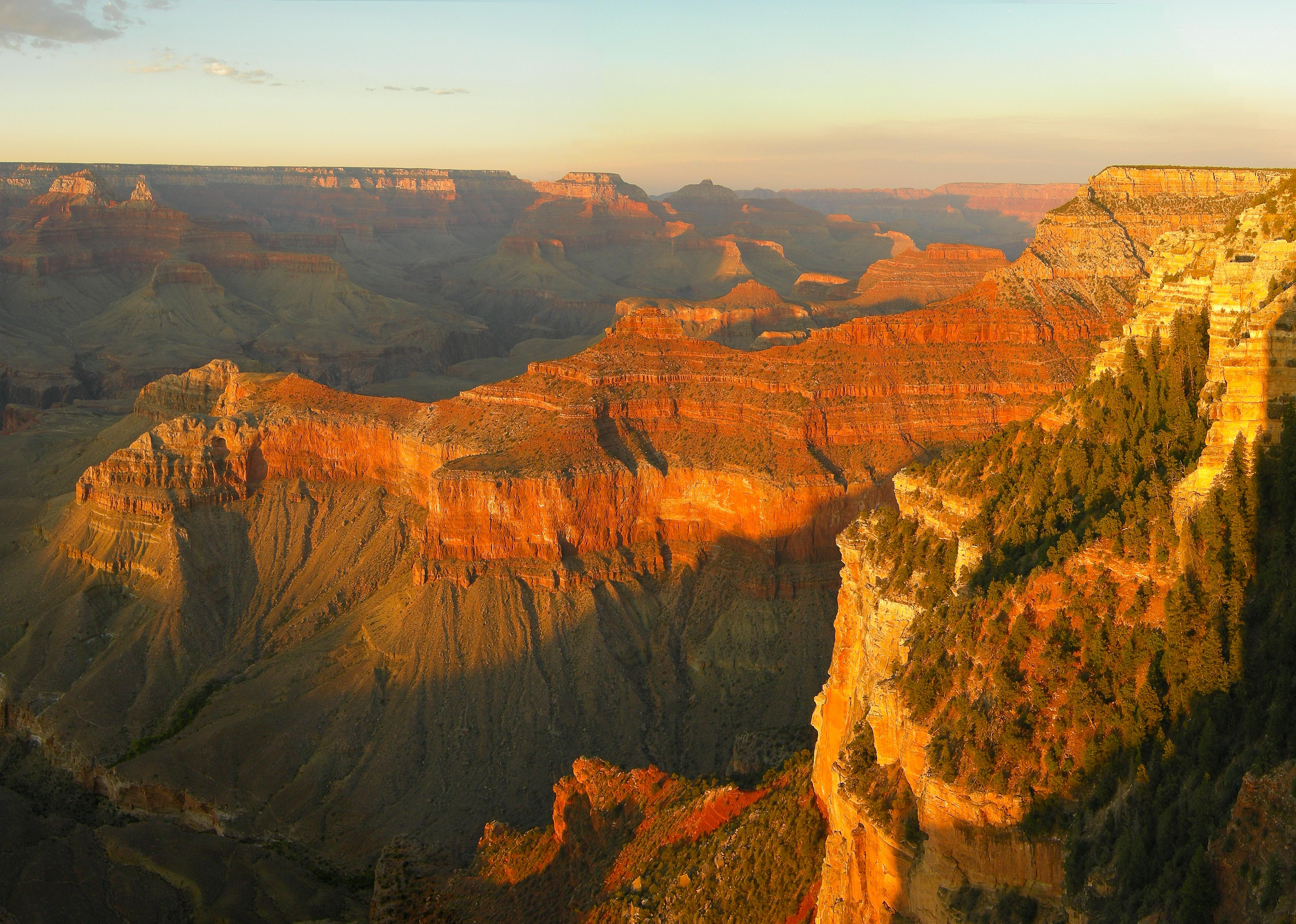
Pohled na Grand Canyon

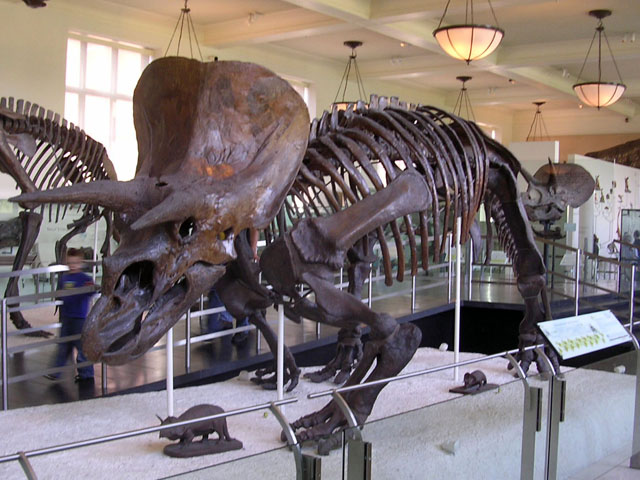
Kostra ceratopsida triceratopse, jednoho z nejznámějších dinosaurů

Historická geologie je využití principů geologie rekonstruovat a pochopit historii Země. Zaměřuje se na geologické procesy, které mění zemský povrch a jeho podloží. Použitím stratigrafie, strukturní geologie a paleontologie lze určit v jakém pořadí tyto událostí probíhaly. Zaměřuje se také na vývoji rostlin a živočichů v různých časových obdobích geologického časového horizontu. Objev radioaktivity a rozvoj různých radiometrických datovacích technik v první polovině 20. století poskytl prostředky pro odvození skutečného oproti domnívanému stáří geologické historie Země.
Hospodářská geologie a s ní spojeno vyhledávání energie a těžba surovin, je silně závislá k pochopení geologické historie oblasti. Environmentální geologie zahrnující nejvíce důležitých geologických rizik, jako jsou zemětřesení a vulkanické činnosti, musí také zahrnovat podrobnou znalost geologické historie.

## Historický vývoj
Nicolaus Steno, také známý jako Niels Stensen, byl první, kdo pozoroval a zároveň navrhl některé ze základních pojmů historické geologie. Jedním z těchto pojmů je, že fosilie jsou původně z živých organismů. Ostatní, slavnější pozorování jsou často sdružena a vymezují stratigrafii.
James Hutton a Charles Lyell také přispěli k předčasnému porozumění historie Země. Díky jejich vyjádření v Edinburghu ve Skotsku o úhlovém nesouladu ve skále. Ve skutečnosti to byl Lyell, který svým výrokem, že přítomnost je klíčem k minulost, výrazně ovlivnil Charlese Darwina a jeho teorii evoluce. Hutton nejprve navrhoval teorii uniformitarianismu, která je nyní základním principem ve všech odvětvích geologie. Hutton rovněž podpořil myšlenku, že Země je velmi stará na rozdíl od převažujícího pojetí času, který tvrdil, že Země má pouze pár tisíc let. Uniformitarianismus popisuje Zemi vytvořenou stejnými přírodními jevy, které probíhají dodnes.
Převažující pojetí 18. století na Západě bylo, že Země má krátkou historii převažující katastrofickými událostmi. Tento názor byl silně podporován přívrženci abrahámovských náboženství založených na doslovném výkladu náboženských biblických pasáží. Pojem uniformitarianizmus se setkal se značným odporem a vyústil debatou katastrofizmu vs gradualismu.
Různé objevy v 20. století poskytly dostatek důkazů, že historie Země je produkt obou postupných dílčích procesů a náhlých vulkanických událostí. Přírodními projevy, jako jsou dopady meteoritů a velké sopečné výbuchy se formuje zemský povrch a spolu s mnoha dalšími procesy, jako je zvětrávání, eroze a ukládání, probíhají nepřetržitě po celou historii Země.